# Etsning (kemi)

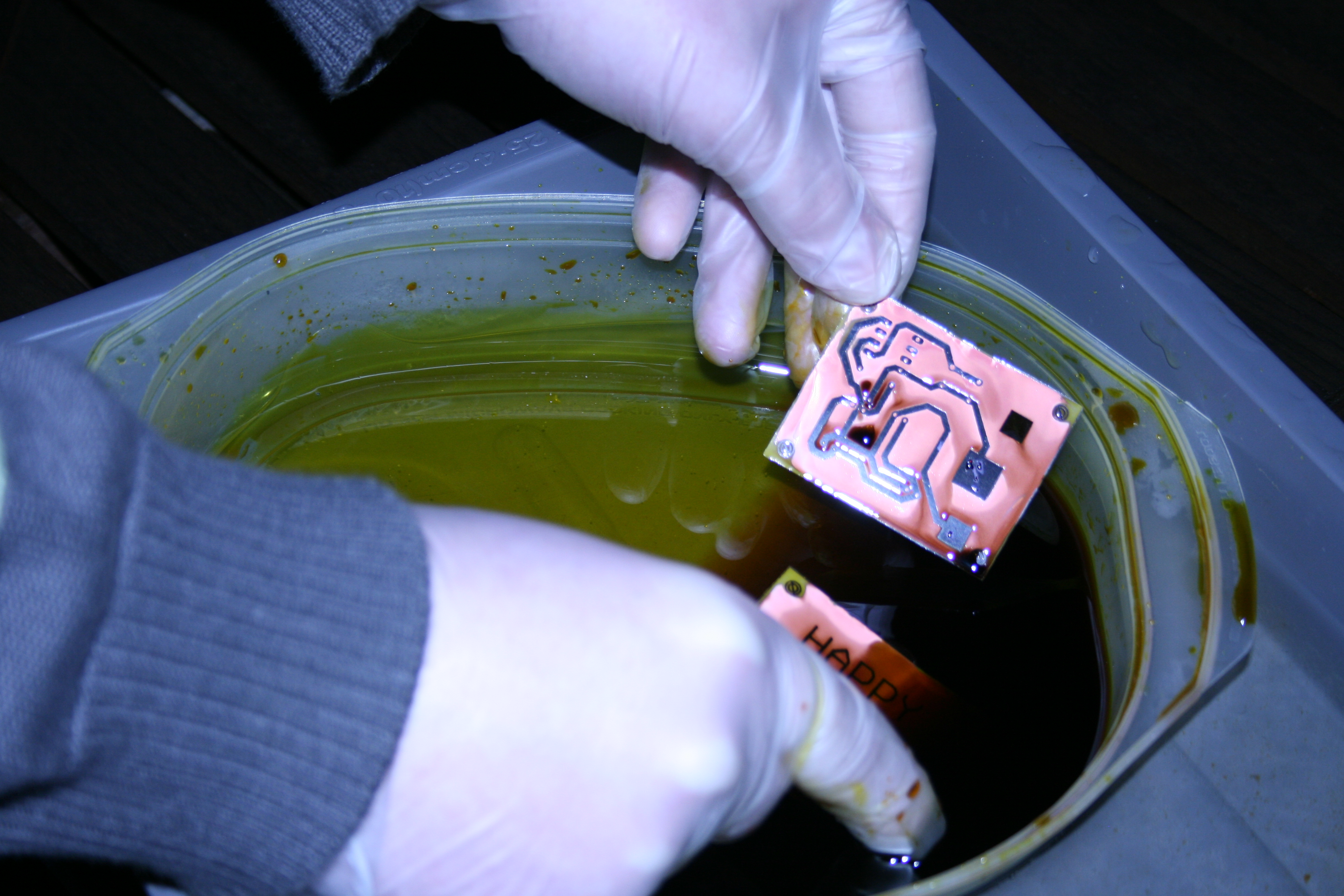
Etsning av kretskort i järntriklorid.

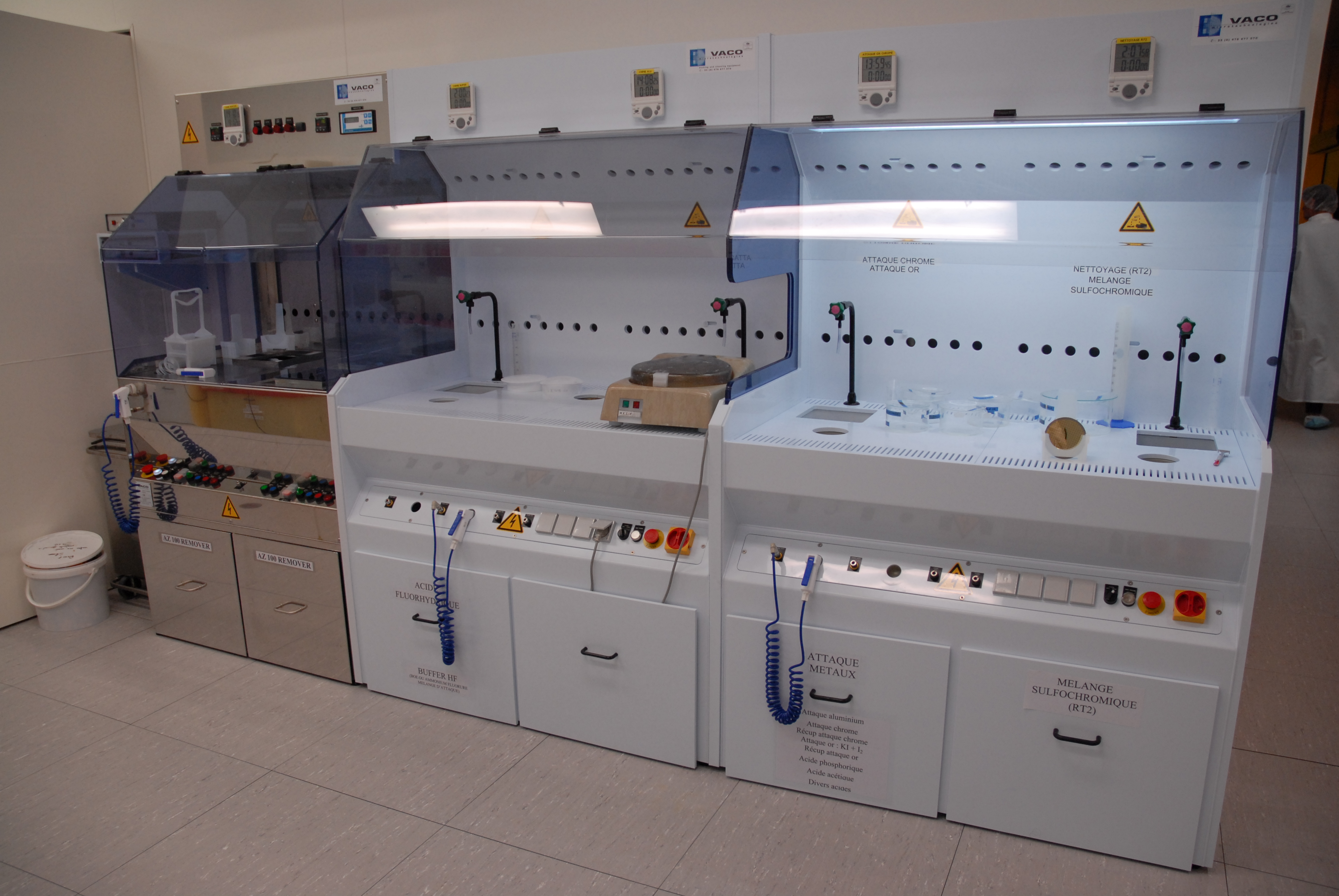
Etstankar vid LAAS-CNRS i Toulouse.

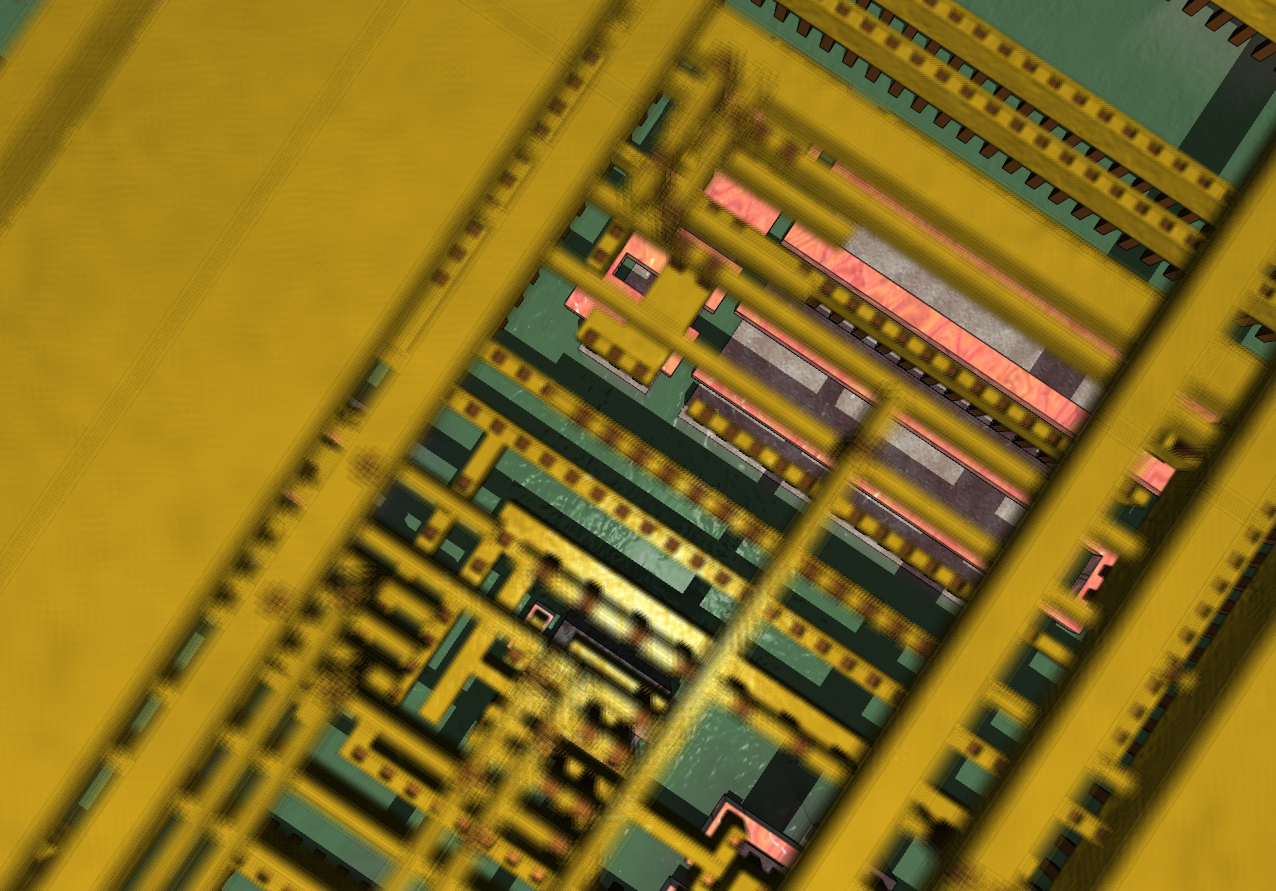
En integrerad krets med halvledarkomponenter tillverkade genom etsning.

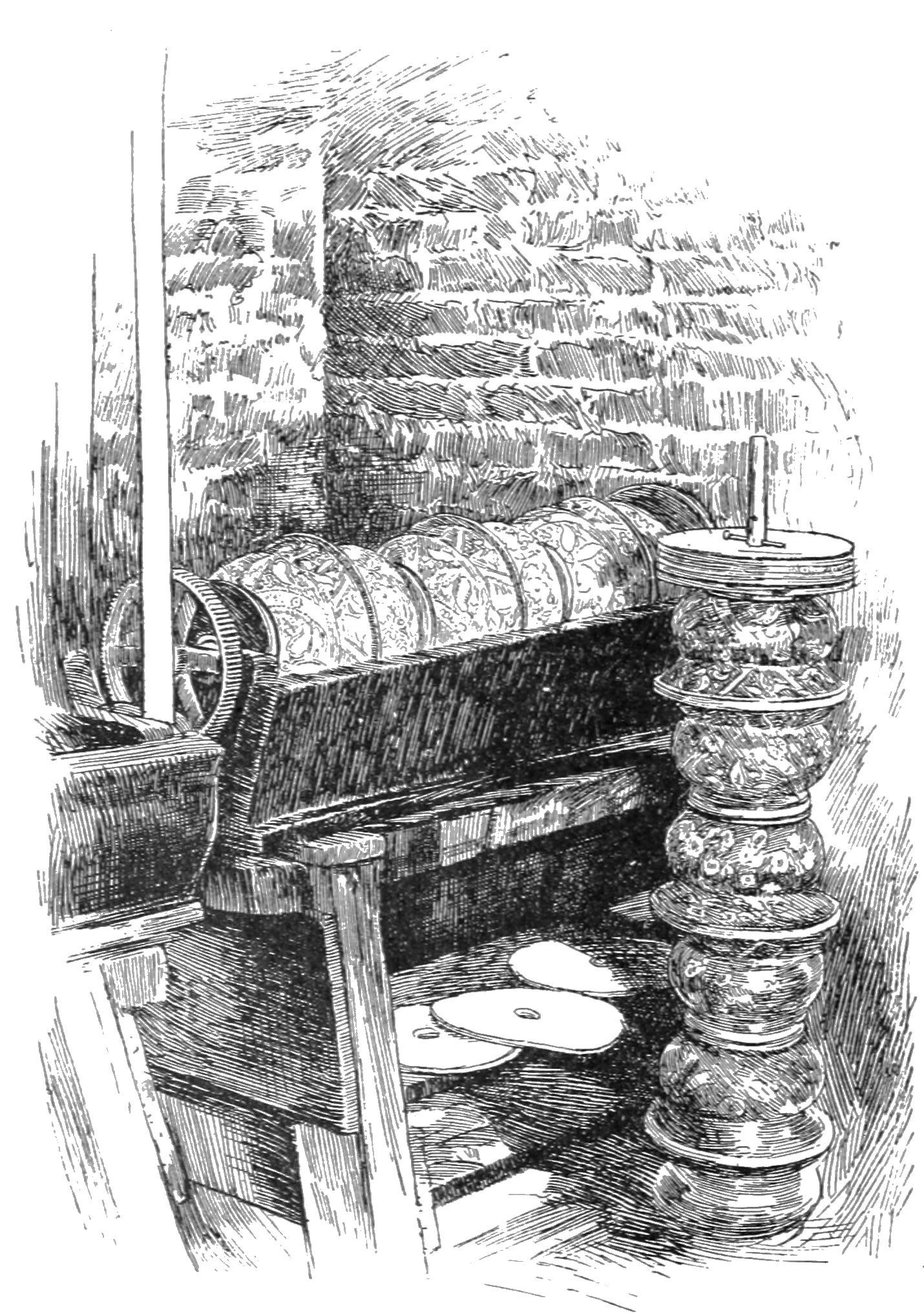
Etsning i glas, ca 1890.

Etsning är en kemisk process där metall eller glas löses upp med stark syra eller annat frätande ämne. Metoden används för tillverkning av kretskort, halvledarkomponenter, delar till modellbygge, för dekoration av glas och metall och för att skapa tryckplåtar bland annat för grafisk konst. Genom att använda masker för att skydda de delar som inte ska etsas bort kan man åstadkomma avancerade mönster.

## Historia
Etsning började användas redan under medeltiden för att dekorera rustningar. Den tyske konstnären Daniel Hopfer var den första som använde etsning för att tillverka tryckplåtar.

## Processen
1. Vid behov avlägsnas inre spänningar genom att materialet värms upp och sedan får svalna långsamt.
2. Ytan rengörs noggrant för att masken ska fästa ordentligt.
3. Masken appliceras på ytan. För grövre mönster används tejp eller lack. För finare mönster används fotoresist.
  - Om fotoresist används så exponeras och framkallas den först för att producera mönstret.
4. Föremålet doppas ner i etsbadet. Hur länge föremålet ska etsas beror på lösningens styrka och temperatur.
5. Det färdigetsade föremålet tas upp ur badet och sköljs rent
6. Masken avlägsnas.

## Etsmedel
| Material           | Etsmedel                                                         |
| ------------------ | ---------------------------------------------------------------- |
| Aluminium          | Natriumhydroxid                                                  |
| Stål               | Saltsyra eller salpetersyra                                      |
| Rostfritt stål     | Järntriklorid                                                    |
| Gjutjärn           | Nital (en blandning av salpetersyra och alkohol)                 |
| Koppar             | Koppardiklorid, järntriklorid, ammonium- eller natriumpersulfat. |
| Kiseldioxid (glas) | Fluorvätesyra eller ammoniumbifluorid                            |

I de flesta fall blir restprodukten ett vattenlösligt salt, men när man etsar glas med ren fluorvätesyra bildas fluorider som inte är vattenlösliga. Fluoriderna bildar en matt, mjölkvit hinna över glaset och skyddar det från vidare angrepp. Om fluorvätesyran är tillverkad in situ innehåller den även svavelsyra som kan lösa upp fluoriderna. Man kan därmed etsa djupare mönster och den färdiga ytan blir klar och genomskinlig.